# Eruguera petita
L'eruguera petita (Lalage fimbriata) és una espècie d'ocell de la família dels campefàgids (Campephagidae).
Habita boscos, terres de conreu i vegetació secundària de les terres baixes de la Península de Malaca Sumatra, incloent les illes Simeulue i Siberut. Java, Bali i Borneo.
Ha estat desplaçada recentment des del gènere Coracina fins Lalage.